# طقوس العبور
طقس العبور (بالإنجليزية: Rite of passage)‏ في علم الأنثروبولوجيا إنّ عبارة «طقوس العبور» هي ترجمة للمصطلح الفرنسي "Rites de passage" الذي استعمله أوّل مرّة عالم الاجتماع الفرنسي أرنولد فان قينيب (A. Van Gennep) في كتاب له صدر سنة 1909 بعنوان «طقوس العبور». وفيه بيّن أنّ طقوس العبور ثلاثة أضرب هي: طقوس التجميع، (مثل الزواج) وطقوس الانفصال، (مثل الموت) والطقوس الهامشيّة، (مثل الحمل والخطوبة). وترى نبيلة إبراهيم أنَّ طقس العبور يمثل نهاية مرحلة وبداية مرحلة جديدة، وإجراء الطقس يقوم بوظيفة اللاعودة إلى المرحلة الأولى، والتسلح بأسلحة سحرية تعين على مواجهة المرحلة الثانية.

## الوصف
طقوس العبور مكرسة لتغيرات ذات طبيعة إرتقائية في حياة الأفراد، وذلك مثل صعود أحد الأشخاص إلى مرتبة زعيم القبيلة أو ملكها، وهي مرتبة ذات طابع قدسي. ومثل الانتقال من حالة إجتماعية إلى أخرى. وقد أطلق الأنتروبولوجي آرنولد فان جنيب - A.V. Gnneb على هذا النوع الثاني تسمية طقوس العبور - Rite Of Passage لأنها تعبر بالشخص من مرحلة إلى أخرى جديدة تماما. إنها مرتبطة بأحداث مثل الولادة، وإطلاق الاسم، وبالتلقين - Inniciation، وبالخطوبة والزواج، وبالموت، وما إلى ذلك.
وهنا لا يقتصر تغير الحالة على الشخص المعني، بل على أهله وأقربائه أيضا. في البداية، يفصل الطقس أولئك الأشخاص عن أوضاعهم السابقة، ثم يسهل تحولهم إلى الحالة الجديدة، ثم يعيد بعد ذلك توحيدهم مع الجماعة في دورهم الجديد. إن الزواج هو مثال واضح على ذلك. فهو يحول الفتاة أو الشاب إلى زوج أو زوجة. عندما يولد لهما ولد يصبحان أبًا وأمًّا، وأبواهما يصبحان جدين، بينما يصبح إخوتهما وأخواتهما أعمامًا وأخوالا. فإذا توفي أحدهما يصبح الآخر أرمل.. وهكذا.
تعتبر طقوس التلقين، أو الطقوس الإدخالية - Inniciation من الطقوس النموذجية لطقوس العبور. وهذا ما نلاحظه لدى سكان أستراليا الأصليين، وخصوصا فيما يتعلق بعبور الصغار من مرحلة الطفولة إلى مرحلة البلوغ حيث يصبحون أشخاصًا فعالين في الحياة الاجتماعية.
ويرى خزعل الماجدي أنَّ طقوس العبور كانت طقوس دينية تتضمن طقوس تلقين الأسرار (Initiation Rituales) التي كانت تجري قديما عندما يشرع الصبيان باجتياز عمرهم نحو مراحل الشباب والرجولة وكانت تجري أيضا لتهيئة بعض الكهنة العاديين إلى مراتب کهنوتية سرية تجعل منهم سحرة أو عرافين أو منجمين.

## الثقافات الأصلية
إنَّ الكثير من الثقافات الأصلية لها طقوس عبور تقليدية. وغالبا ما تكون هذه الخطوط الفاصلة بين الطفولة والرشد: مرحلة الانتقال التي تقبل فيها القبيلة أعضاء جدد. في القبائل الأصلية، تمثل مرحلة العبور تغييرا في الحالة الاجتماعية والثقافية لأي فرد داخل الفريق. ففي احتفالية جينبوكو ارتدی أطفال الساموراي ملابس الكبار مع حلاقة شعورهم. وبالنسبة للشباب بشكل خاص، غالبا ما تتضمن طقوس العبور اختبار المهارات والشخصية والتنمية الروحانية.
لوکولوم فيرجيل ماکوهورتر، هندي أمريكي أصلي يصف «مسعاه للبحث عن الرؤى» بطقوس العبور القبلية. وبعد فترة من الصيام، يطلب من رجل قبيلة شاب أن يسافر بمفرده إلى البرية لعدة أيام. هذه العزلة مع الطبيعة يمنحه اتصالا عمیقا مع القوى والأرواح والطاقات من الطبيعة، ويساعده على صياغة هويته الذاتية. إنها رحلة تقوم بكل من تطوير واختبار الشاب قبل أن يكونوا مسجلين في القبيلة.
طقوس العبور هذه أمرا مشتركا في الثقافات الأصلية في جميع أنحاء العالم. لذلك هناك العديد من الفرق العالمية تعتنق هذا المبدأ البسيط. فهم يختبرون الموظفين المحتملين. لكي تصبح عضوا لإحدى هذه الفرق، يجب عليك أولا إثبات قدرتك؛ أي أنه يجب أن تكون مؤهلا.

## في الإسلام
في المجال الإسلامي، فإنّ التعبير عن مدلول الطقوس تمّ بواسطة مصطلح «الشعائر» الخاضعة لمبدأي الواجب والثبات فضلا عن تكرّرها بصفة يوميّة، (مثل الصلاة) أو سنويّة (الصوم والحجّ) أو اقترانها بمناسبات محدّدة على نحو ما هو عليه الأمر من طقوس العبور. فإذا نظرنا في طقوس الولادة ألفيناها تنقسم إلى قسمين، هما: طقوس الأمّ وطقوس المولود؛ فبخصوص طقوس الأمّ، فإنّها ترتبط بما يمنع على المرأة النفساء من أعمال أهمّها ترك الصلاة والصوم والطواف والجماع، فضلا عن سوق قائمة من الممنوعات «الفرعيّة» ـ إن صحّ القول ـ مثل الامتناع عن قراءة القرآن ولمس المصحف ودخول المسجد. ولا تنقضي هذه المحظورات عن المرأة النفساء إلاّ بانتهاء مدّة النفاس التي تتوّج بالغسل، وهو شكل من أشكال «التطهير الطقسي».
أمّا طقوس المولود، فهي تتنزّل ضمن «الطقوس الإيجابيّة»؛ أي الطقوس التي يجب على الجماعة الدينيّة العمل بها وتعهّدها بالتكرار صيانة لها من الاندثار. ومن أبرز طقوس الولادة. ومنها الآذان في أذن المولود اليمنى والتحنيك، (مثل مضغ تمرة بالريق وإعطائها للمولود) والدعاء للمولود بالبركة اقتداء بما كان يفعله الرسول مع المواليد. وأنّ هذه الطقوس تحضر في كتب الفقه الإسلامي بشكل عرضي بسبب عدم إشارة القرآن إليها البتّة. وفضلا عن ذلك اعتبرت العقيقة من الطقوس الخاصة بالمولود، وتتمثل في ذبح شاة ضمن احتفال يقام عادة في اليوم السابع بعد الولادة. ويدلّ الذبح ههنا على أنّه:«فعل تضحية وتقرب من الله». وتستدعي العقيقة حلق شعر المولود الذي ولد به، وهو ما يؤكّد أنّها طقس من طقوس الانفصال، بواسطته يتخلّص المولود من عالم الأمّ ويلتحق بالمؤسّسة الاجتماعيّة. ويتعزّز ذلك الالتحاق بتسمية المولود في اليوم السابع، ومن الأعمال المقترنة بطقس العقيقة تلطيخ رأس المولود بالزعفران، بعد أن كان يلطّخ قبل الإسلام بدم الشاة.